# Гарді (Арканзас)
Гарді (англ. Hardy) — місто (англ. city) в США, в округах Шарп і Фултон штату Арканзас. Населення — 743 особи (2020).

## Географія
Гарді розташоване на висоті 115 метрів над рівнем моря за координатами 36°19′9″ пн. ш. 91°28′48″ зх. д. / 36.31917° пн. ш. 91.48000° зх. д. (36.319302, -91.480005).  За даними Бюро перепису населення США в 2010 році місто мало площу 14,00 км², з яких 13,35 км² — суходіл та 0,65 км² — водойми.
Через місто протікає річка Спрінг, яка бере свій початок у Маммот-Спрінг. Також через місто проходить шосе US 63.

## Демографія
Згідно з переписом 2010 року, у місті мешкали 772 особи в 386 домогосподарствах у складі 196 родин. Густота населення становила 55 осіб/км².  Було 661 помешкання (47/км²). 
Расовий склад населення:
| - 94,9 % — білих - 1,6 % — корінних американців - 0,5 % — чорних або афроамериканців |

До двох чи більше рас належало 2,6 %. Іспаномовні складали 0,8 % від усіх жителів.
За віковим діапазоном населення розподілялося таким чином: 19,6 % — особи молодші 18 років, 54,6 % — особи у віці 18—64 років, 25,8 % — особи у віці 65 років та старші. Медіана віку мешканця становила 49,8 року. На 100 осіб жіночої статі у місті припадало 88,8 чоловіків;  на 100 жінок у віці від 18 років та старших — 84,3 чоловіків також старших 18 років.
Середній дохід на одне домашнє господарство  становив 25 890 доларів США (медіана — 16 520), а середній дохід на одну сім'ю — 37 474 долари (медіана — 30 833). Медіана доходів становила 32 059 доларів для чоловіків та 19 375 доларів для жінок. За межею бідності перебувало 45,4 % осіб, у тому числі 59,6 % дітей у віці до 18 років та 21,7 % осіб у віці 65 років та старших.
Цивільне працевлаштоване населення становило 189 осіб. Основні галузі зайнятості: освіта, охорона здоров'я та соціальна допомога — 32,3 %, мистецтво, розваги та відпочинок — 25,9 %, роздрібна торгівля — 11,1 %, виробництво — 4,8 %.
За даними перепису населення 2000 року в Гарді проживало 578 осіб, 159 сімей, налічувалося 298 домашніх господарств і 489 житлових будинків. Середня густота населення становила близько 86,3 осіб на один квадратний кілометр. Расовий склад Гарді за даними перепису розподілився таким чином: 95,33% білих, 1,04% — корінних американців, 0,52% — азіатів, 3,11% — представників змішаних рас.
Іспаномовні склали 0,52% від усіх жителів міста.
З 298 домашніх господарств в — виховували дітей у віці до 18 років, 40,9% представляли собою подружні пари, які спільно проживали, в 9,7% сімей жінки проживали без чоловіків, 46,6% не мали сімей. 43,6% від загального числа сімей на момент перепису жили самостійно, при цьому 23,8% склали самотні літні люди у віці 65 років та старше. Середній розмір домашнього господарства склав 1,94 особи, а середній розмір родини — 2,67 особи.
Населення міста за віковим діапазоном за даними перепису 2000 року розподілилося таким чином: 16,8% — жителі молодше 18 років, 6,9% — між 18 і 24 роками, 20,4% — від 25 до 44 років, 27,9% — від 45 до 64 років і 28% — у віці 65 років та старше. Середній вік мешканця склав 49 років. На кожні 100 жінок в Гарді припадало 79,5 чоловіків, у віці від 18 років та старше — 73,6 чоловіків також старше 18 років.
Середній дохід на одне домашнє господарство в місті склав 17 375 доларів США, а середній дохід на одну сім'ю — 25 500 доларів. При цьому чоловіки мали середній дохід в 20 208 доларів США на рік проти 17 857 доларів середньорічного доходу у жінок. Дохід на душу населення в місті склав 12 204 долари на рік. 12,2% від усього числа сімей в окрузі і 23,4% від усієї чисельності населення перебувало на момент перепису населення за межею бідності, при цьому 23,6% з них були молодші 18 років і 28,6% — у віці 65 років та старше.